# 린다 매켄지
린다 준 매켄지(영어: Linda June Mackenzie, 1983년 12월 14일 ~ )는 오스트레일리아의 수영 선수이다. 2008년 베이징 올림픽에서 금메달을 땄다.

## 수영 경력
그녀는 2003년과 2005년 세계 선수권 대회 800m 자유형 계주에서 은메달을 땄다.
매켄지는 2008년 베이징 올림픽때 200m와 400m 자유형 예선을 통과했고 여자 800m 자유형 계주에서 오스트레일리아 대표팀의 일원이었다. 그녀는 2008년 베이징 올림픽때 800m 자유형 계주에 참가한 마지막 수영 선수였다. 스테파니 라이스, 브론테 바라트, 카일리 파머와 함께 이 세계 기록은 5.78초로 깨졌다.

## 같이 보기
- 수영 계영 800m 세계 기록 추이